# Gunung Perbakti
Gunung Perbakti är ett berg i Indonesien.   Det ligger i provinsen Jawa Barat, i den västra delen av landet, 60 km söder om huvudstaden Jakarta. Toppen på Gunung Perbakti är 1 715 meter över havet, eller 357 meter över den omgivande terrängen. Bredden vid basen är 5,1 km.
Terrängen runt Gunung Perbakti är kuperad åt sydväst, men åt nordost är den bergig.Runt Gunung Perbakti är det mycket tätbefolkat, med 2 345 invånare per kvadratkilometer. Närmaste större samhälle är Bogor, 19,3 km nordost om Gunung Perbakti. I omgivningarna runt Gunung Perbakti växer i huvudsak städsegrön lövskog.